# Жінки, що біжать з вовками
«Жінки, що біжать з вовками. Архетип Дикої жінки у міфах та легендах» (англ. Women Who Run With the Wolves. Mythes and Stories of the Wild Woman Archetype) ― книга американської феміністської письменниці та філософині Кларисси Пінкола Естес 1992 року. Була бестселером протягом 145 тижнів у New York Times, USA Today, Publishers Weekly, Library Journal.

## Сюжет
За словами Клариси Естес, «Жінки, що біжать з вовками» ― наукове дослідження жіночого архетипу в міфах і фольклорі. Авторка розкриває цей архетип, аналізує давні легенди і давно відомі казки, а також пояснює його на прикладах зі своєї психоаналітичної практики. В книзі йдеться про первинні жіночі риси у патріархальний час; про прийняття себе і відчуття гордості за жіночу стать.
На думку Естес, жінки та вовки мають певні спільні психологічні особливості: гостроту відчуття, грайливий дух, відданість, витривалість і силу. Вивчаючи вовків, авторка вперше охарактеризувала архетип Дикої жінки.

## Видання
Книга «Жінки, що біжать з вовками» починалась з нотаток 1970 р., а у 1971 році Естес почала роботу над основним текстом. Написання книги тривало 20 років і за цей час її відмовились друкувати 42 рази. У 1992 році книга вперше вийшла друком у видавництві Ballantine/Random House. Оновлене видання з'явилось у 1995 р.
У 2019 р. книга вийшла в перекладі Наталії Валевської у Yakaboo Publishing. До створення книги долучилась Олена Невертій. На обкладинці зображено сакральний танець, метою якого є пробудження Духу та очищення першоелементами: Землею, Вогнем, Повітрям, Водою, Простором. На обох жінках одяг, витканий із вовни за старовинними технологіями, за допомогою якого можна утворити зв'язок між спадком предків та надбанням сучасності.